# Leuven Koninklijke Hockey Club
Pour les articles homonymes, voir KHC.
Maillots
Le KHC Leuven est un club belge de hockey sur gazon.

## Palmarès de l'équipe masculine
- Champion de Belgique (1) : 2008
- Vainqueur de la Coupe de Belgique (2) : 1996, 1999